# Чемпіонство Сполучених Штатів WWE
Чемпіонство Сполучених Штатів WWE (англ. WWE United States Championship) — титул в американській федерації професійного реслінгу WWE, належить бренду SmackDown. Разом з Інтерконтинентальним титулом, який належить бренду Raw, є одним з двох другорядних титулів основного ростеру компанії.

## Історія

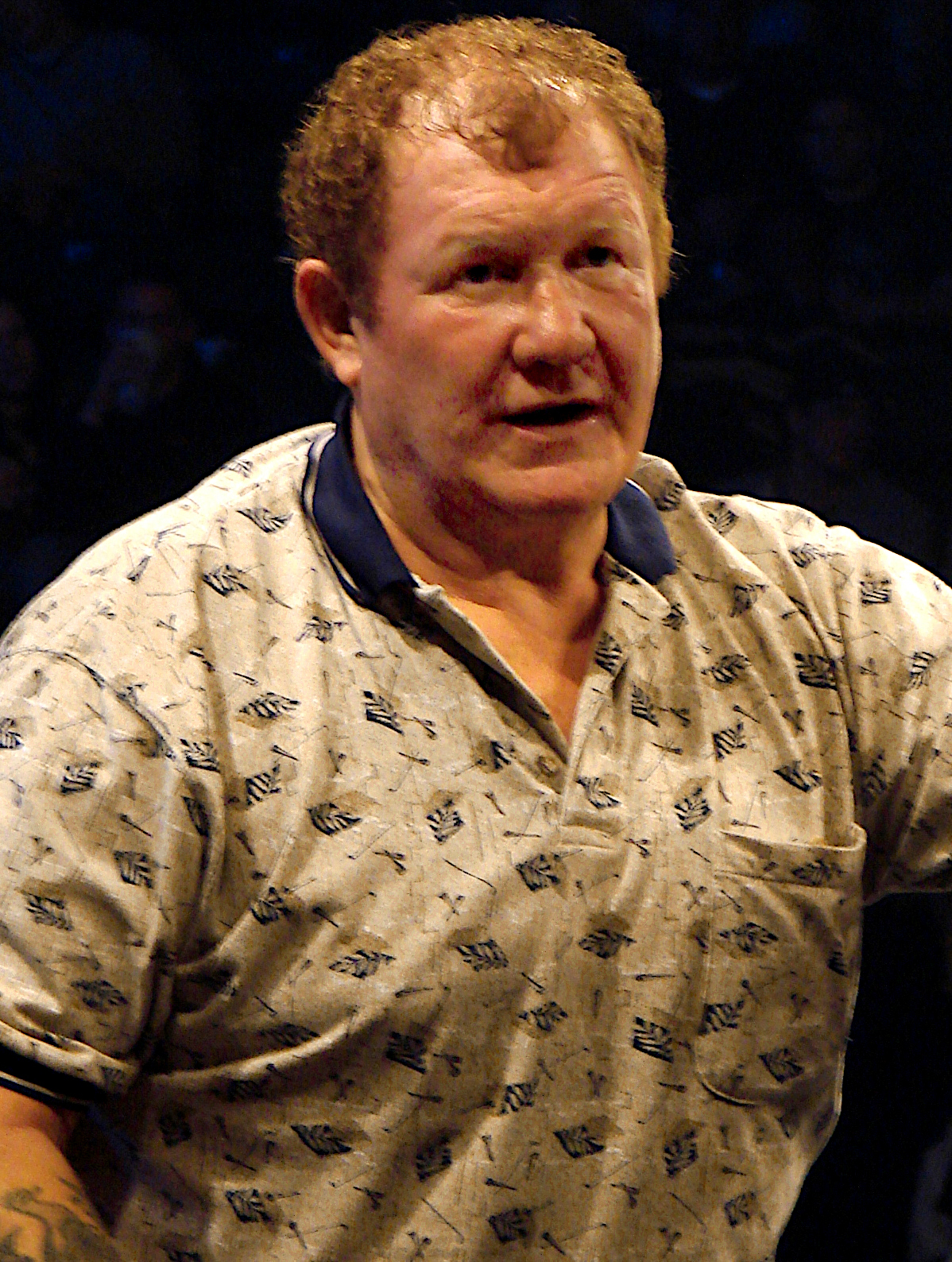
Перший чемпіон — Харлі Рейс

Титул чемпіона Сполучених Штатів був створений в федерації реслінгу «Mid-Atlantic Championship Wrestling» (MACW) як регіональний титул «чемпіона Сполучених Штатів у важкій вазі». Харлі Рейс став першим чемпіоном 1 січня 1975 року. Згодом титул замінив чемпіонство Сполучених Штатів NWA у важкій вазі Середньоатлантичних штатів, як найпрестижнішого в федерації. Промоушен National Wrestling Alliance (NWA) визнавав лише титул чемпіона світу у важкій вазі, не було єдиного беззаперечного чемпіона Сполучених Штатів, а регіональні федерації, що підпорядковувалися NWA, визнавали свої власні версії титулу і чемпіона. Це змінилося, однак, в січні 1981 року, коли територія NWA розташовувалася в Сан Франциско, остання федерація за межами Середньоатлантичних штатів, яка визнавала лише свого чемпіона Сполучених Штатів, була закрита.
Титул залишився головним в Середній Атлантиці до 1986 року, коли MACW отримала контроль над чемпіонством NWA у важкій вазі. Титул Сполучених Штатів тоді став другорядним у федерації. В листопаді 1988 року, Тед Тернер викупив компанію і перейменував її на «World Championship Wrestling» (WCW), титул продовжили використовувати як другорядний. WCW почала відштовхуватися від NWA, змінивши назву титулу на «чемпіон Сполучених Штатів WCW у важкій вазі» в січні 1991 року.

Пояс у 2003—2020 роках.

В березні 2001 року, «World Wrestling Federation» (WWF) викупила WCW. Титул перейшов у власність WWF і на період сюжету «Вторгнення» продовжував іменуватися, як «чемпіон Сполучених Штатів WCW» на шоу WWF. На Survivor Series того ж року, титул було об'єднано з титулом Інтерконтинентального чемпіона — тоді чемпіон Сполучених Штатів WCW Едж переміг Інтерконтинентального чемпіона WWF Теста. Титул чемпіона Сполучених Штатів був скасований.
У липні 2003 року, після поділу на бренди, титул був відновлений, як «чемпіон Сполучених Штатів WWE» генеральним менеджером бренду SmackDown Стефані МакМен, як другорядний титул для синього бренду. Едді Герреро став першим чемпіоном вже в WWE, вигравши турнір на Vengeance, в фіналі якого переміг Кріса Бенуа. Це відбулося незабаром після того, як Інтерконтинентальний титул відновили для бренду Raw. Після закінчення першого поділу на бренди 29 серпня 2011 року, титул чемпіона Сполучених Штатів міг розігруватися на обох брендах.
У 2015 році, WWE представила оновлену версію свого Великого шолома, в якій чемпіонство Сполучених Штатів стало обов'язковим для отримання цього досягнення. В серпні того ж року, на SummerSlam, чемпіон WWE Сет Роллінс переміг чемпіона Сполучених Штатів Джона Сіну в матчі за обидва титули і став першим, кому вдалося одночасно володіти ними. Роллінс протримав обидва титули місяць, поки не програв чемпіонство Сполучених Штатів Сіні у матчі-реванші на Night of Champions.

### Визначення бренду
Після відновлення титулу Сполучених Штатів у 2003 році, він належав бренду SmackDown. Поділ на бренди тривав до 29 серпня 2011, та був повернений 19 липня 2016 року. Нижче список переходу титулу чемпіона Сполучених Штатів між брендами Raw, SmackDown, та ECW.
| Кольори |                                    |
|         | Титул перейшов на бренд Raw.       |
|         | Титул перейшов на бренд SmackDown. |
|         | Титул перейшов на бренд ECW.       |

| Дата переходу   | Примітки                                                                                       |
| --------------- | ---------------------------------------------------------------------------------------------- |
| 27 липня, 2003  | Титул чемпіона Сполучених Штатів був відновлений і став ексклюзивним для SmackDown.            |
| 23 червня, 2008 | Метт Харді перейшов на бренд ECW, разом з титулом.                                             |
| 20 липня, 2008  | Шелтон Бенджамін став новим чемпіоном і повернув титул на SmackDown.                           |
| 13 квітня, 2009 | Чемпіон Сполучених Штатів Монтел Вонтевіус Портер перейшов до Raw на «Драфті 2009».            |
| 26 квітня, 2011 | Внаслідок «Драфту» в 2011, чемпіон Шеймус перейшов на SmackDown.                               |
| 1 травня, 2011  | Кофі Кінгстон став новим чемпіоном, а титул перейшов на Raw.                                   |
| 29 серпня, 2011 | Кінець першого поділу на бренди. Чемпіон Сполучених Штатів може виступати на обох брендах.     |
| 19 липня, 2016  | Повернення поділу на бренди. Чемпіон Сполучених Штатів Русев перейшов до Raw на «Драфті 2016». |
| 11 квітня, 2017 | Кевін Оуенс з титулом відправився на SmackDown після Драфту.                                   |
| 16 квітня, 2018 | Джиндер Махал з титулом відправився на Raw після Драфту.                                       |
| 17 квітня, 2018 | Джефф Харді переміг Махала і в другий день Драфту був відправлений на SmackDown.               |
| 22 квітня, 2019 | Самоа Джо з титулом відправився на Raw після Драфту.                                           |
| 8 травня, 2023  | Остін Тіорі з титулом відправився на SmackDown після Драфту.                                   |

## Чемпіони
Першим чемпіоном став Харлі Рейс. З того часу титулом володіли 81 різних чемпіонів. Рік Флер володіє рекордом за кількістю здобутих титулів — 6 разів. Найдовше титулом володів Лекс Люгер, який тримав титул 523 дні. Найкоротше титулом володів «Льодяна брила» Стів Остін — приблизно 5 хвилин. Дін Емброус володів титулом найдовше в WWE — 351 день. Букер Ті і Сет Роллінс єдині, хто одночасно були чемпіонами Сполучених Штатів і головними чемпіонами. Лекс Люгер і Голдберг були чемпіонами Сполучених Штатів, коли виграли головний титул, але потім зробили його вакантним. Брет Гарт став найстарішим чемпіон в історії, здобувши титул у віці 52 років.
На випуску шоу WCW Saturday Night 6 квітня 1991 року, Нікіта Колофф «знищив» класичний пояс чемпіона Сполучених Штатів у важкій вазі 80-х років у післяматчевій бійці з Лексом Люгером, який тоді був чемпіоном четвертий раз. Після цього, Люгер залишився без чемпіонського пояса, поки не було створено новий, що використовувався у WCW до його закриття в березні 2001 року і в WWE до злиття з Інтерконтининтальним титулом. У період перебуванням титулу в WCW і WWE, він ставав вакантним 20 разів.
Під час свого третього володіння титулом чемпіона Сполучених Штатів, Джон Сіна використовував власну версію пояса — «спінер». На епізоді SmackDown 
3 березня 2005, Сіна програв титул Орландо Джордану. Уже у наступному випуску SmackDown Джон «Бредшоу» Лейфілд «знищив» пояс Сіни і повернув попередній вигляд, який використовується і досі.
Чинний чемпіон — Соло Сікоа, що переміг Джейкоба Фату 28 червня 2025 року на шоу Night of Champions. Це перше володіння даним титулом для нього.